# Saab 17
Saab 17 là một máy bay ném bom/trinh sát của Thụy Điển trong Chiến tranh thế giới II.

## Phát triển và hoạt động
Dự án về loại máy bay này được bắt đầu vào cuối thập niên 1930 với tên gọi là L 10 do hãng ASJA thiết kế và phát triển, nhưng sau đó hãng này đã sáp nhập vào SAAB năm 1937, sau đó dự án này đã đổi tên thành Saab 17. Loại máy bay này được chế tạo với 3 phiên bản trang bị các loại động cơ khác nhau. B 17A sử dụng một động cơ chế tạo ở Thụy Điển là Pratt & Whitney Twin Wasp, B 17B sử dụng động cơ Bristol Mercury XXIV của Anh được sản xuất theo giấy phép ở Ba Lan, và B 17C sử dụng động cơ Piaggio P.XI của Ý.
Chuyến bay thử nghiệm đầu tiên là vào ngày 18 tháng 55 1940, và chiếc đầu tiên được giao cho Không quân Thụy Điển vào năm 1942. Tuy nhiên, loại máy bay này lại chỉ hoạt động trong một thời gian ngắn. Khi nó kết thúc hoạt động vào năm 1947-1950, 46 chiếc đã được bán cho Ethiopia, những chiếc B 17 này hoạt động cho đến năm 1968. 2 chiếc B 17A đã được bán cho Phần Lan vào những năm 1950, chúng được sử dụng như những máy bay mục tiêu để huấn luyện. Cả hai chiếc đều bị hư hại và bị loại ra khỏi biên chế.

## Các phiên bản

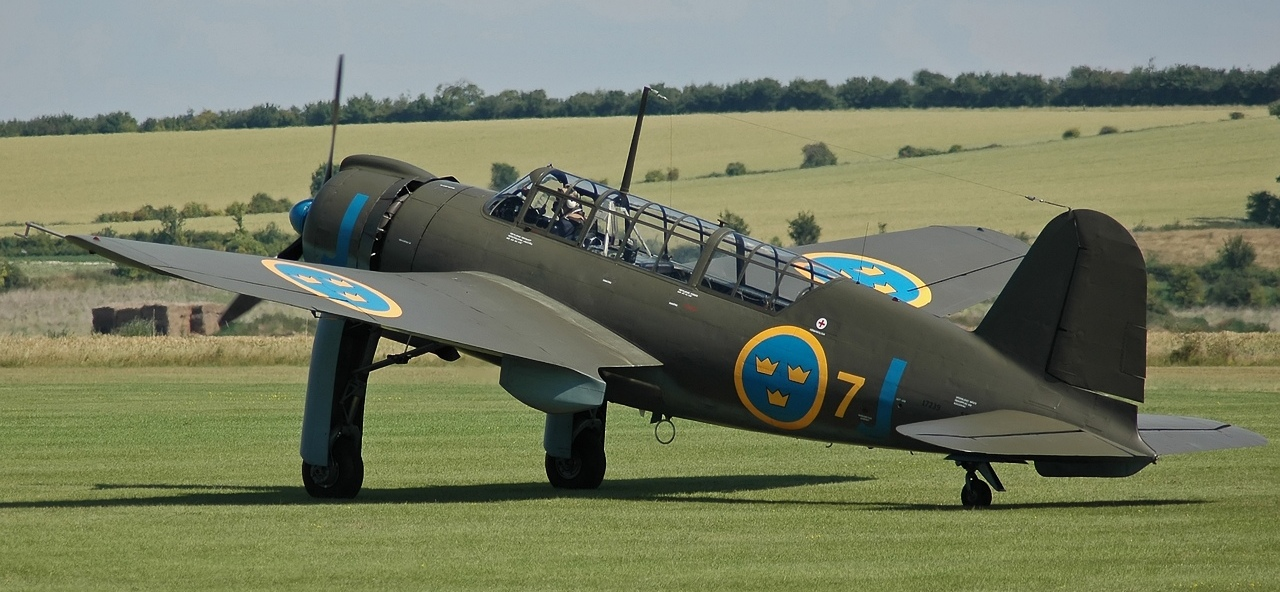
Saab 17

- B 17A - Phiên bản ném bom với động cơ Pratt & Whitney Twin Wasp; 132 chiếc được chế tạo
- B 17B - Phiên bản ném bom với động cơ British Bristol Mercury XXIV; 55 chiếc được chế tạo
- S 17BL - Phiên bản trinh sát
- S 17BS - Phiên bản trinh sát
- B 17C - Phiên bản ném bom với động cơ Piaggio PXI; 77 chiếc được chế tạo

SAAB 17 được sản xuất tổng cộng là 322 máy bay.

## Các nước sử dụng
- Bản mẫu:Country data Swedish: Không quân Thụy Điển
- Ethiopia: Không quân Ethiopia
- Phần Lan: Không quân Phần Lan
- Áo: Không quân Áo

## Thông số kỹ thuật

### Đặc điểm riêng
- Phi đoàn: 2
- Chiều dài: 9.80 m (32 ft 2 in)
- Sải cánh: 13.70 m (44 ft 11 in)
- Chiều cao: 4.00 m (13 ft 1 in)
- Diện tích cánh: 28.5 m² (306 ft²)
- Trọng lượng rỗng: 2.600 kg (5.720 lb)
- Trọng lượng cất cánh: 3.970 kg (8.734 lb)
- Trọng lượng cất cánh tối đa: n/a
- Động cơ: 1× động cơ 14 xylanh Pratt & Whitney R-1830-S1C3G, 8.9 kN (2.000 lbf)

### Hiệu suất bay
- Vận tốc cực đại: 435 km/h (272 mph)
- Tầm bay: 1.800 km (1.125 mi)
- Trần bay: 8.700 m (28.500 ft)
- Vận tốc lên cao: 10 m/s (2.000 ft/min)
- Lực nâng của cánh: 139 kg/m² (28 lb/ft²)
- Lực đẩy/trọng lượng: 220 W/kg (0.14 hp/lb)

### Vũ khí
- 2× súng máy 8 mm ksp m/22F ở phía trước
- 1× súng 8 mm ksp m/22R ở phía đuôi
- 500 kg (1.100 lb) bom

## Nội dung liên quan

### Danh sách máy bay
B 16 -
B 17 - 
B 18